# Юруково
 Тази статия е за селото в България.  За селото в Гърция вижте Юруково (дем Лерин).  
Ю̀руково е село в Югозападна България. То се намира в община Якоруда, област Благоевград.

## География
Село Юруково се намира в планински район.

## История

### Образователно дело
Учебното дело в селото започва да се развива от 1927 година, преди това някои деца са изпращани да учат в съществуващото от 1913 година начално училище в съседното село Дагоново. На 6 януари 1943 г. Министерството на образованието на България взима решение за построяване на училищна сграда между двете села. Тя е открита през 1949 г. и тогава двете училища се обединяват. През 1972 година прогимназиалният курс е съкратен, децата от Юруково са преместени в Якоруда, а тези от Дагоново – в Белица. До 1983 година училището е само начално. От 1983 ггодина отново се разкрива прогимназиален курс до VІІ клас за учениците от с.Юруково. От 2000 г. всички ученици учат в сграда в селото.

### Местна власт
Кмет на селото от 2011 до 2023 година е Емине Еланска от ДПС. На местните избори през октомври 2023 година за кмет е избран Салих Алачов от Коалиция ПП-ДБ с 54,07%.